# Emilio Grau Sala
Emilio Grau Sala (katalan. Emili Grau i Sala, * 22. Juni 1911 in Barcelona; † 21. Juni 1975 in Paris) war ein spanischer Maler und Mitglied der École de Paris.

## Leben und Werk
Grau Sala war der Sohn des Zeichners Juan Grau Miró. Er besuchte in Barcelona die Escuela de Bellas Artes, erwarb den Großteil seines malerischen Könnens aber autodidaktisch. Seine erste Ausstellung wurde 1930 in Barcelona in der „Galería Badriñas“ gezeigt.
Während des Spanischen Bürgerkriegs emigrierte Grau Salas 1936 mit seiner Frau, der Künstlerin Ángeles Santos, nach Paris, wo sie die folgenden 25 Jahre lebten.
Grau Sala malte im Stile des Impressionismus. Sein Werk ist von Pierre Bonnard, Marc Chagall und Raoul Dufy beeinflusst.
Grau Sala illustrierte einige Bücher, beispielsweise Madame Bovary von Gustave Flaubert, Die Blumen des Bösen von Charles Baudelaire, Bel-Ami von Guy de Maupassant. Daneben entwarf er Plakate und fertigte Lithographien an.
Im Jahre 1963 kehrte Grau Sala nach Barcelona zurück, um der versteiften, vom Franquismus beeinflussten Malerei etwas entgegenzusetzen. In den Folgejahren bis zu seinem Tod entstand ein vielseitiges Werk, er malte weibliche Personen, Stillleben und Landschaften im klassischen, nostalgischen Stil des 19. Jahrhunderts.
In den Jahren nach seinem Tod war das Werk Grau Salas von den vielfältigen künstlerischen Einflüssen überschattet, die im Zuge der Demokratisierung nach Spanien flossen. Erst in den 90er Jahren wurde die Fachwelt auf sein Werk aufmerksam.

## Werke (Auswahl)
- Colette: La vagabonde. Lithographies de Grau Sala. Éditions du Livre, Monte Carlo 1950.